# Suphis cimicoides
Suphis cimicoides is een keversoort uit de familie diksprietwaterkevers (Noteridae). De wetenschappelijke naam van de soort werd in 1837 gepubliceerd door Charles Nicolas Aubé.